# Getto w Kostopolu
Getto w Kostopolu – getto dla ludności żydowskiej zorganizowane przez okupacyjne władze hitlerowskie w czasach II wojny światowej w mieście Kostopol na Wołyniu. 
Od początku okupacji niemieckiej w 1941 Żydzi zostali poddani różnym represjom – nakazano im nosić opaski z Gwiazdą Dawida, zmuszano do nieodpłatnego wykonywania ciężkich prac. Nie mogli opuszczać miejscowości, byli bici i okradani przez policjantów ukraińskich z miejscowego posterunku. Jeszcze przed założeniem getta w mieście miał miejsce pogrom, w którym zabito 2 (lub 6) ludzi. 15 lipca 1941 grupa marszowa OUN-B wraz z Niemcami zamordowała około 150 osób z miejscowej inteligencji, w tym około 100 Żydów i 50 Polaków. Ofiary pochowano w okolicy stadionu sportowego. 16 sierpnia 1941 oddział  SD z Równego rozstrzelał 480 Żydów, głównie mężczyzn.
Getto w Kostopolu powstało 5 października 1941 na ulicy Lenina. Zamieszkało w nim 4 tys. Żydów z Kostopola i ok. 500 z okolicznych wsi. Gettem administrował Judenrat. Żydzi uznani przez Niemców za „pożytecznych”, członkowie Judenratu i żydowskiej policji mieszkali w miejscu getta, które dawało możliwość kontaktu z ludnością nieżydowską i uzyskiwania od niej pożywienia. 
10 listopada 1941 SD z Równego z pomocą ukraińskiej policji i 1. kompanii 320 batalionu policyjnego z Sarn rozstrzelało rodziny osób zabitych w sierpniu – około 1500 Żydów.
Getto w Kostopolu zlikwidowano 26 sierpnia 1942. 2,5 tys. Żydów z Kostopola rozstrzelano wspólnie z ok. 1,5 tys. Żydów z Antonówki i Nowego Siedliszcza w lesie położonym ok. 6 km od Kostopola. Ofiary zakopywano w dwóch długich dołach. W tej okolicy w tym czasie Niemcy dokonywali także eksterminacji Żydów z Równego, Derażnego, Stepania i Osowej. Egzekucje były przeprowadzane przez SD z Równego z pomocą niemieckiej i ukraińskiej policji (13-14 Niemców i ok. 50 Ukraińców).
W Kostopolu pozostał jeszcze obóz pracy dla Żydów liczący ok. 700 osób, który był stopniowo „likwidowany” do stycznia-lutego 1944.
Po II wojnie światowej w miejscu masakr (koło wsi Korczewie) postawiono pomnik. Drugi pomnik w kształcie pamiątkowej płyty postawiono na stadionie miejskim. Napis na płycie wspomina tylko o ofiarach żydowskich.